# X-Tower Osaka Bay
X-Tower Osaka Bay ou Cross Tower Osaka Bay (クロスタワー大阪ベイ) est un gratte-ciel qui se situe près de la gare de Bentenchō, dans l'arrondissement de Minato à Osaka. Il mesure 200 mètres de hauteur et compte 456 appartements.